# Grota sv. Jakova
Grota Sv. Jakova je pećina (lok. hrv. dijalekt: grota) kod Marine. Špilja je smještena uz magistralnu cestu, na jugoistočnom obronku brda Pliće, na nadmorskoj visini od 140 metara.

## Opis
Špilja je eliptičnog oblika, dužine oko 62 i širine do 19m. Dijeli se na dvije glavne prostorije: prva je poravnatog dna, dimenzija 22 m x 12 m, s dvije podzidane kosine,a druga je niža i neosvijetljena. U glavnoj osi, spilja je orijentirana sjever - jug, s ulazom na jugu.

## Arheološko nalazište
Ljudi su se u špilji naselili još u prapovijesti, kad im je služila kao sklonište. U špilji su pronađeni su brojni artefakti, poput prapovijesnih nožića i terina.
Ispred i oko špilje se nalaze ostaci antičkih zidova i srednjovjekovni stećci. Portret uklesan na lijevom stupu na ulazu u špilju je iz antičkog razdoblja. Crteži iz ranokršćanskog razdoblja su oni Arhanđela Mihaela s krilima i kuglom s križem, lik zmaja kako guta neko stvorenje te brojni natpisi i križevi. U špilji se izmjenjuju latinično pismo, gotičko kurzivno pismo, kićena slova majstora Jakova, bosančica, pa i oni iz najnovijeg doba.

## Svetište
U špilji je, za danjeg svjetla, ambijent u špilji mističan, zbog čega je pretvorena u svetište, o čemu svjedoče brojni natpisi na stjenama. U pećini su kapelica i oltari. Središnjim prostorom dominira kapelica sv. Filipa i Jakova, dužine 4 metra te širine 3,4 metra, sa zidovima debljine 65 cm, s krovom koji se naslanja na svod špilje. Kapelica je posvećena apostolima Sv. Filipu i Jakovu čiji se kult i danas sačuvao na ovim prostorima, naročito Sv. Jakova, čije ime nosi i župna crkva. Uz kapelicu se nalazi i šest zidanih oltara, razmaknutih jedan od drugog i slobodno smještenih u prostoru, a koji su prema predaji pripadali jednom od naselja marinskog kraja. Osim kapelice i oltara u prostoriji se nalazi i zidana grobnica, te dva velika zdenca. Poviše jednog od njih nalazi se natpis pisan goticom iz 14. st.: „MAGISTER JACOBUS DE VENECIS ME FECIT“ (Majstor Jakov iz Venecije me izradio).
Špilju je 1891. godine posjetio je i car Franjo Josip I..
Hodočasnici se u špilji okupljaju na blagdan Sv. Filipa i Jakova (1. svibnja), kada se u špilji služi i misa.